# Ford Courier (Vereinigte Staaten)

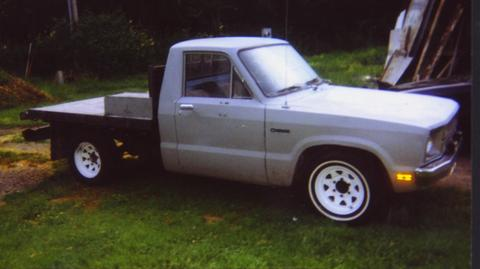
Das Foto zeigt einen Ford Courier zweiter Modellgeneration aus den USA.

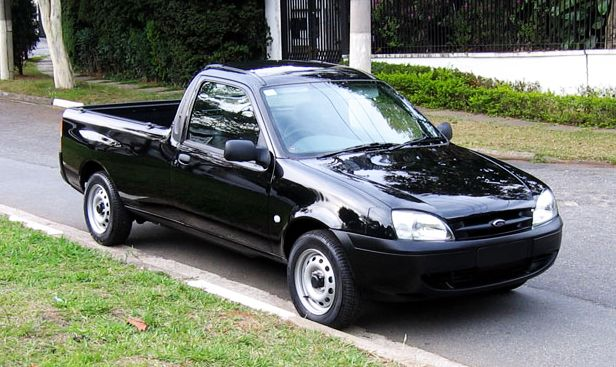
Ein Ford Courier brasilianischer und indischer Bauart der aktuellen zweiten Modellgeneration. Das Modell basierte auf dem Ford Ikon. In Südafrika ist das Modell als Ford Bantam bekannt.

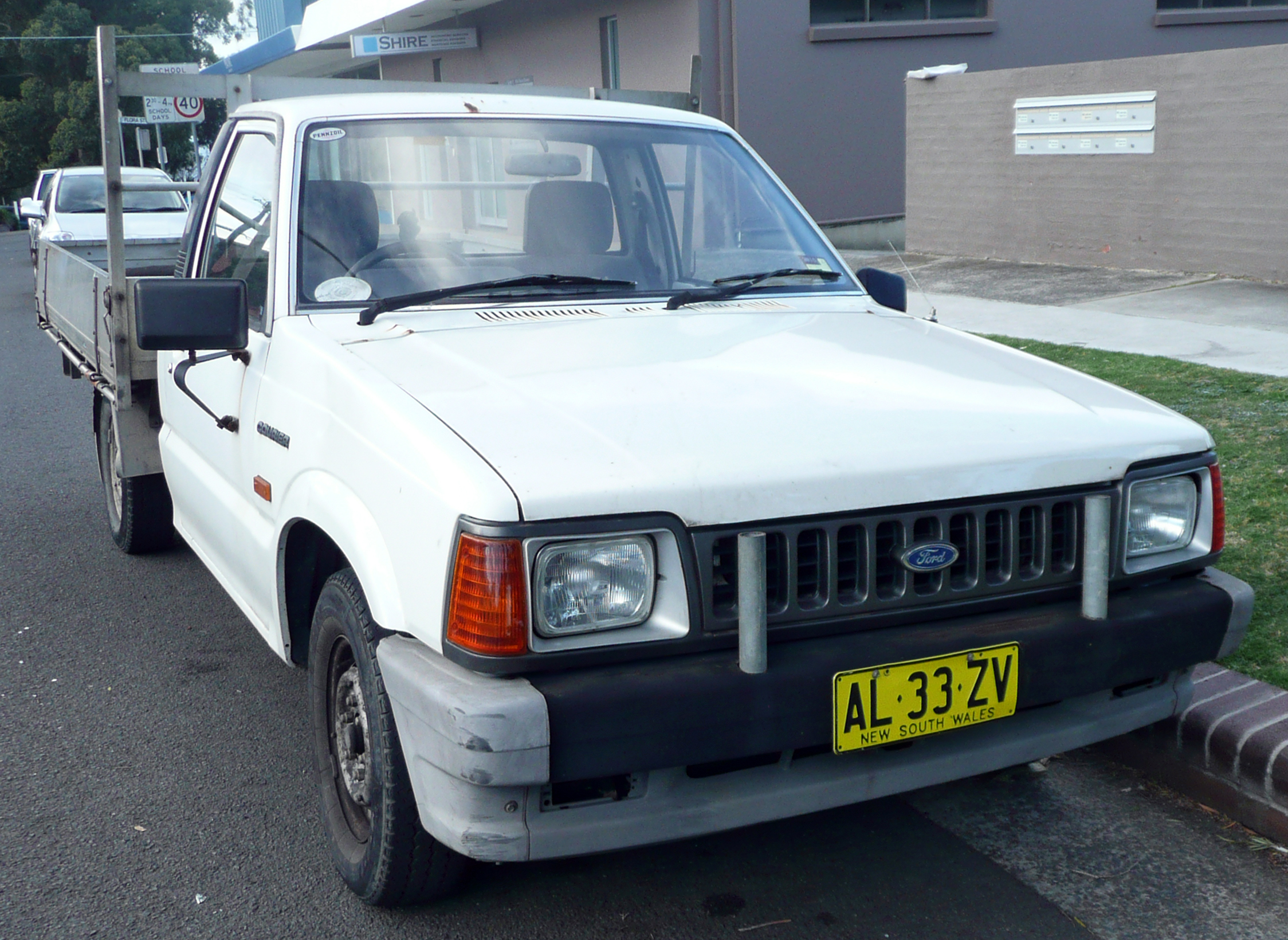
Ein Ford PC Courier wie er 1990 bis 1996 in Australien hergestellt wurde.

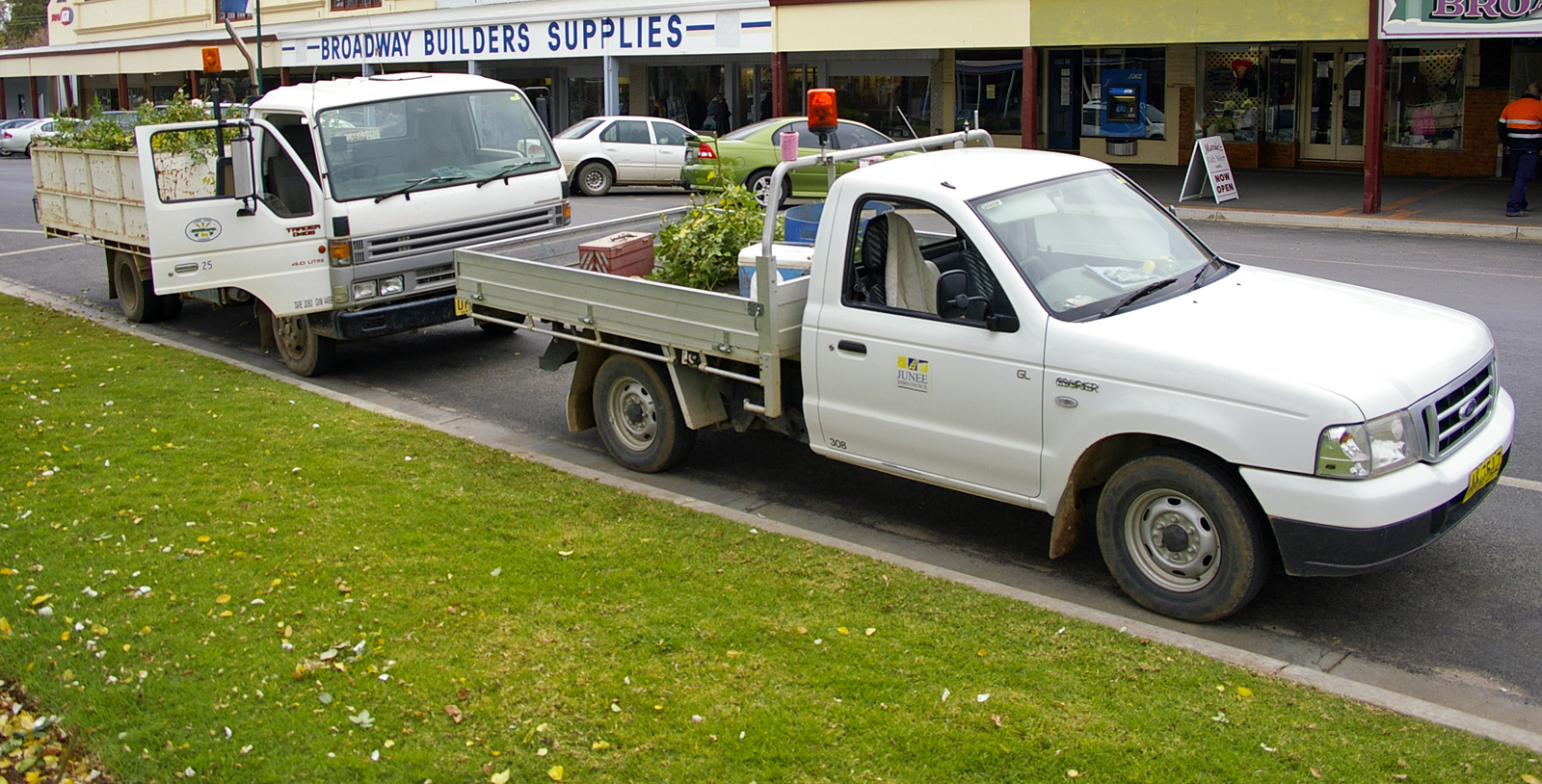
Ein Ford Courier australischer Produktion und letzter lokaler Modellgeneration. Basiert auf dem vietnamesischen PickUp Ford Ranger.

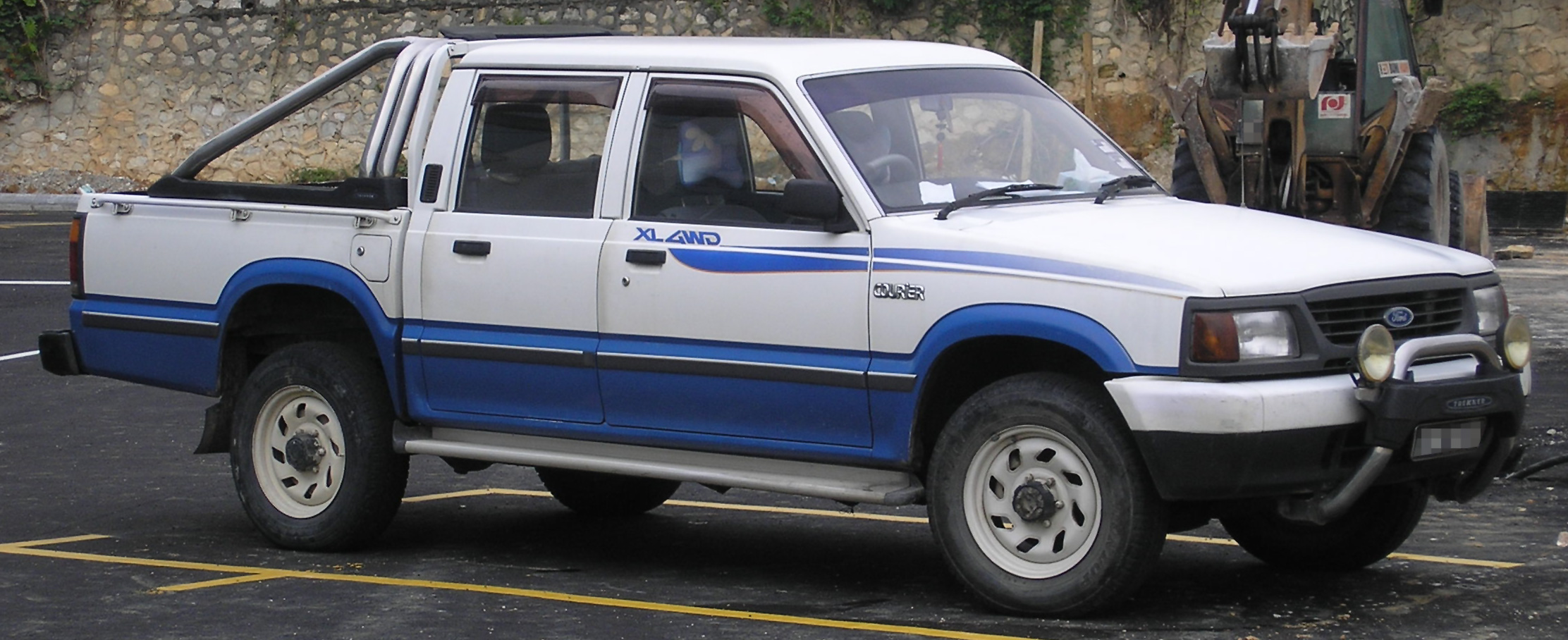
Ford Courier philippinischer und malaiischer Bauart der letzten Generation. Das Modell entstammte dem Schwestermodell aus der Mazda B-Serie.

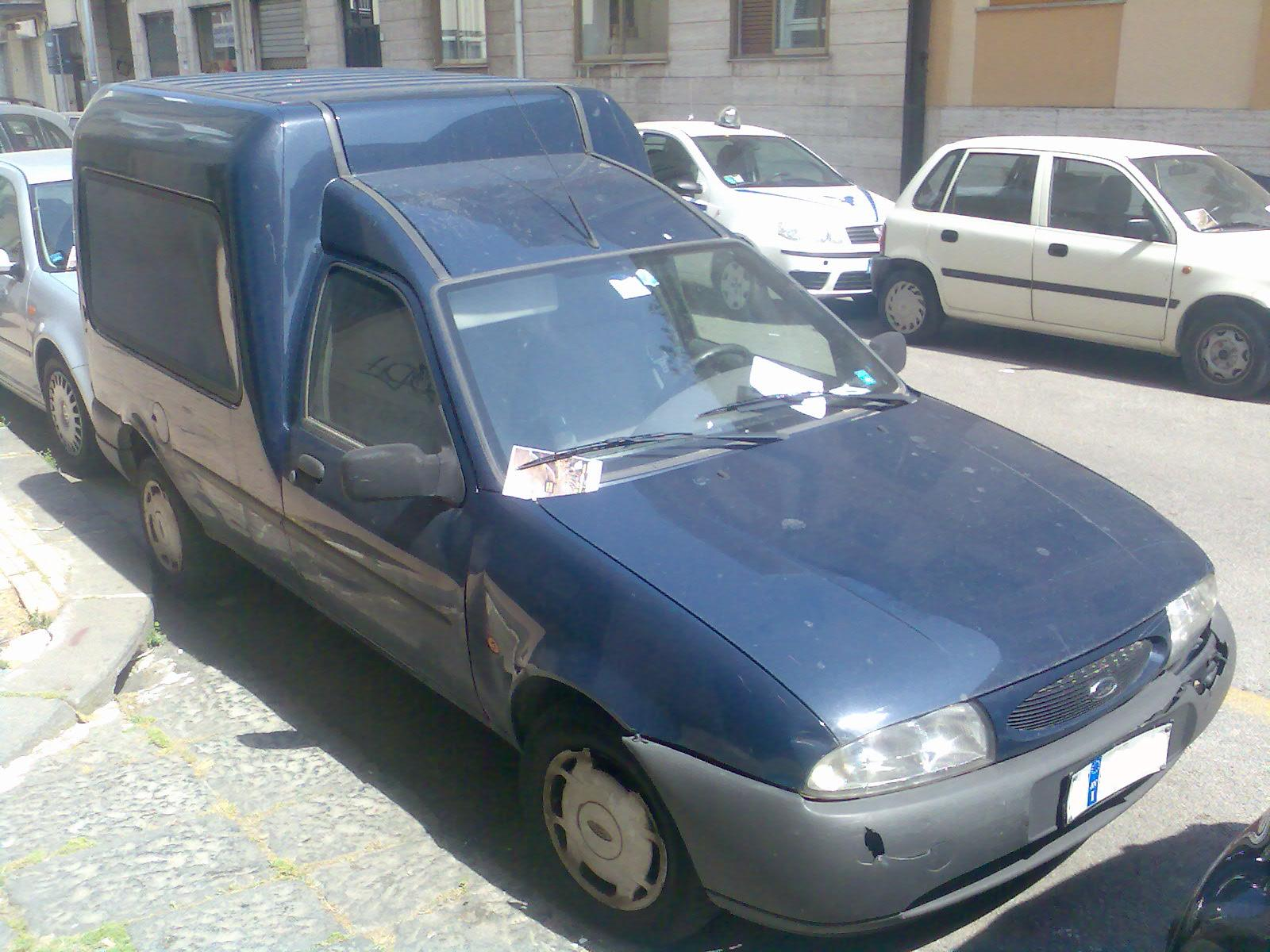
Der europäische Ford Courier erschien als Hochdachkastenwagen und wurde auf der Basis der Ford Fiesta zwischen 1989 und 2001 gebaut. Das Modell ist nicht zu verwechseln mit dem Ford Fiesta Van.

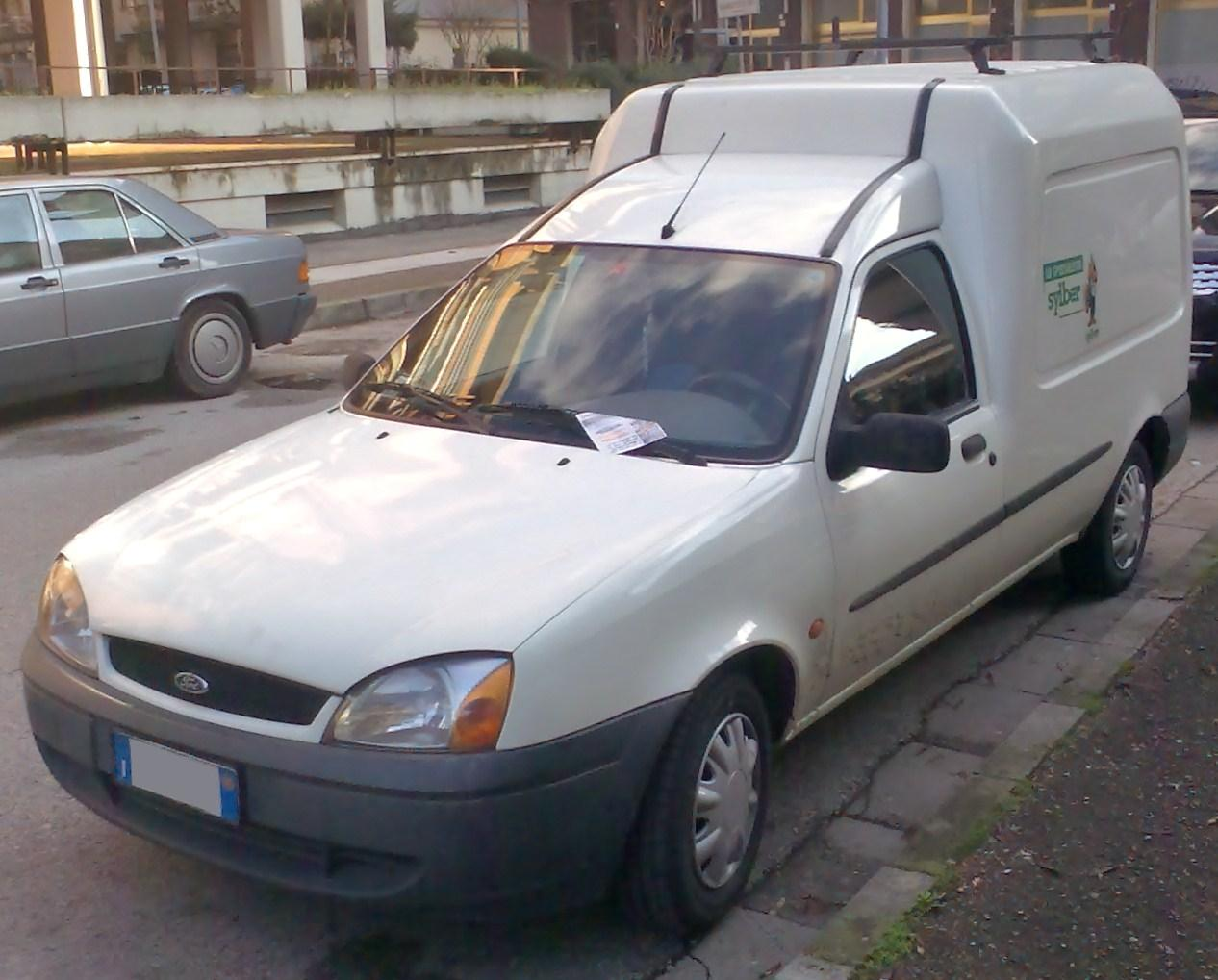
Die Dritte und letzte europäische Generation des Ford Courier. Auch in Brasilien als Ford Courier Van hergestellt. Beide Modelle basieren auf dem Ford Fiesta ’99.

Der Name Ford Courier wird von Ford seit den 1950er Jahren für verschiedene kleine Nutzfahrzeuge benutzt. Von Anfang 1972 bis Ende 1981 bot Ford in den USA unter diesem Namen einen von Mazda gebauten kompakten Pickup an. Er gilt als Vorläufer des Ranger.

## Hintergrund
Der Courier-Pickup wurde von Toyo Kogyo (Mazda) in Japan hergestellt und von Ford in die USA importiert und als Konkurrenzmodell zu den erfolgreichen kleinen Pickups von Toyota und Nissan/Datsun verkauft, insbesondere an junge Käufer im Westen der USA. Wie die anderen Mini-Pickups dieser Zeit hatte der Courier einen Vierzylindermotor mit unter 2 Litern Hubraum, ein manuelles Vierganggetriebe, Hinterradantrieb, eine Nutzlast von 634 kg und einen im Vergleich zu den größeren Pickups hohen Preis.

## Erste Generation (1972–1976)
Die erste Generation des Ford Courier wurde 1972 eingeführt und für etwas mehr als 2000,-- US-$ verkauft – ein Preis ähnlich dem des F-100.
Anfangs gab es den Courier mit einem 1,8-l-OHC-Motor, der 55 kW bei 5070/min abgab und bei 3500/min ein Drehmoment von 125 Nm lieferte. Ein Vierganggetriebe gehörte zur Serienausstattung, ein Fünfganggetriebe kam 1976 und ein Automatikgetriebe folgte ebenfalls.
Die Karosserie entsprach der Mazda-B-Serie, die Front war aber überarbeitet und erhielt einen Kühlergrill, welche der größeren Ford F-Serie ähnlich sah, und große, einzelne Scheinwerfer anstatt der kleineren Doppelscheinwerfern der Mazda-B-Serie.

## Zweite Generation (1977–1981)
1977 wurde der Courier überarbeitet und es gab eine Fülle neuer Ausstattungsdetails. Der Pickup war erhältlich mit Scheibenbremsen vorne, einer 2,3-Liter-Ford-Maschine auf Wunsch – der gleichen wie beim Pinto oder Mustang II – einer Getriebeautomatik oder einem Fünfganggetriebe. Das wichtigste Unterscheidungsmerkmal zwischen dem Courier und dem Mazda B2000 aus der B-Serie waren die Scheinwerfer.
1979 wurde der Motor des Grundmodells auf 2,0 Liter aufgebohrt. Die auf Wunsch verfügbare 2,3-Liter-Maschine von Ford war einer der ersten Motoren, die in den USA ausschließlich mit metrischen Maßen gefertigt wurden. Ab 1977 gab es auch ein Automatikgetriebe.
Der Courier wurde bis Ende 1981 gebaut. Anfang 1982 führte Ford den Ranger aus eigener Produktion in diesem Marktsegment ein. Er ersetzte in den USA und Kanada den Courier.

## Varianten des Ford Courier

### Diesel
Den Ford Courier gab es in den USA niemals mit Dieselmotor. 1980 aber gab es den Mazda B2000 mit dem Perkins 4.135 (4 Zylinder, 135 cu.in), ein Diesel, der aus 2,2 l Hubraum 49 kW bei 2100/min schöpfte. Den gleichen Dieselmotor gab es von 1983 bis 1984 im Ford Ranger; er wurde dort aber in den Modelljahren 1985 bis 1988 durch den Mitsubishi 4D55T, einen 2,3-Liter-Turbodieselmotor, ersetzt.

### Elektroantrieb
Von 1979 bis 1982 wurde eine Anzahl elektrisch betriebener Ford Courier gefertigt. Die Firma Jet Industries bezog von Ford Courier-Fahrzeuge ohne Motor (Vehicle Glider) und baute verschiedene Gleichstrommotoren und Bleiakkumulatoren ein. Das Ergebnis hieß Jet Industries ElectraVan 750.
Diese Wagen wurden hauptsächlich als Kommunalfahrzeuge verkauft. Sie entwickelten eine Höchstgeschwindigkeit von ca. 113 km/h und liefen mit einer Batterieladung ungefähr 100 km. Es gibt noch eine Reihe dieser Fahrzeuge, üblicherweise mit verbesserter Motorsteuerung und Batterien mit höherer Spannung.

### Umbauten an der Karosserie
Einige Courier wurden als Fahrgestelle mit Führerhaus und hinterer Abdeckung verkauft. Sie wurden üblicherweise mit Servicecontainern, Pritschen, Campingaufbauten o. ä. versehen.

### Umbauten an den Motoren
Der Courier war ab Werk immer mit einem Vierzylindermotor ausgestattet. Einige Käufer haben aber in Eigenregie andere Motoren eingebaut, insbesondere Ford-V6- und kleinere V8-Motoren. Um mit den größeren Motorleistungen zurechtzukommen, mussten verstärkte Antriebskomponenten eingebaut werden.

## Andere Ford-Modelle mit dem Namen Courier
Es gab vier verschiedene Fahrzeugreihen von Ford, die ebenfalls Courier hießen:
- Einen Lieferwagen in den USA 1952–1958 (basierend auf den Ford-Kombiwagen)
- Einen Lieferwagen in Europa 1991–2002 (basierend auf dem Ford Fiesta)
- Einen Pickup in Brasilien 1998–2013 (basierend auf dem Ford Fiesta)
- Einen Pickup in Australien und Neuseeland 1978–2006 (baugleich mit Mazda-B-Serie)

### US-Lieferwagen 1952–1958
Dieser Lieferwagen basierte auf den großen Ford Kombis. Sein Modellcode war 78A.
Von 1952 bis 1956 war die Ladefläche über eine einzelne Seitentüre zu erreichen. In den Modelljahren 1957 und 1958 gab es eine geteilte Heckklappe. Das bedeutete, dass die geschwärzte Heckscheibe in drei Teile aufgeteilt werden musste, zwei gebogene Teile außen und ein flaches Mittelteil.
1959 bekamen alle Courier Karosserien mit Seitenfenstern, ähnlich dem Tudor Ranch Wagon. Ihr Modellcode lautete 59E. Das letzte Jahr für diesen Courier war 1960.

### Brasilianischer Pickup seit 1998
Auch ein kleiner Pickup auf Basis des 1998er Ford Fiesta, der von Ford in Brasilien hergestellt wird, trägt diesen Namen. Seine Front entspricht dem in Südafrika gefertigten Ford Bantam-Pickup, allerdings sieht das Heck ganz anders aus.
Seine Nutzlast beträgt 700 kg. Der Mk IV – 1,4 Liter – 16V-Zetec-Motor verleiht dem Wagen eine Höchstgeschwindigkeit von 170 km/h und beschleunigt ihn in 12 Sekunden von 0 bis 100 km/h. Der Mk V – 1,6 Liter – 8 V Zetec-Rocam-Motor schafft 180 km/h, bzw. 10 Sekunden für 0–100 km/h.

### Asiatischer, australischer und neuseeländischer Pickup 1978–2006
In den USA, Australien und Neuseeland war der Courier ein Kompakt-Pickup, den Mazda für Ford baute. Er wurde ursprünglich in den 1970er-Jahren eingeführt.
In den USA wurde er eingestellt, als der Ford Ranger kam. Seine Produktion wurde in Asien, Australien und Neuseeland aber fortgesetzt. Dies war aber nur ein Mazda-B-Serie mit Ford-Emblemen. Zurzeit wird er in Thailand gefertigt.
Verwirrenderweise heißt dieser Ford Courier in allen Exportmärkten Ford Ranger. Es besteht aber keine Beziehung zum amerikanischen Ford Ranger. Wenn Ford den Ranger aber nach seinem geplanten Ende 2009 nicht durch eine eigene Konstruktion ersetzen sollte, wäre dieser Wagen allerdings die erste Wahl bei der Nachfolge.